# آقاخانیه
آقاخانیه شاخه ای از اسماعیلیه نزاری است که منسوب به آقاخان محلاتی می باشد. امام کنونی این مذهب رحیم آقاخان است.